# Carlos Knight
Carlos Knight (nascido em 22 de setembro de 1993) é um ator e comediante americano. Ele co-estrelou como Owen Reynolds em Supah Ninjas e como Diesel (seu personagem também em Fred 2: Night of the Living Fred e em Fred 3: Camp Fred)  em Fred: The Show.